# Alfred Barker (lékař)
Alfred Charles Barker (5. ledna 1819, Londýn – 20. března 1873, Christchurch) byl novozélandský lékař a fotograf.

## Životopis
Barker se narodil 5. ledna 1819 v anglickém Hackney v Londýně. Barker jako páté dítě Josepha Gibbsa Barkera a Sarah Pritchett Bousfieldové. Vystudoval medicínu na King's College v Londýně. On a jeho manželka Emma (rozená Bacon) dorazili do Lytteltonu na Charlotte Jane 16. prosince 1850 a usadili se v Christchurchi, kde měli pět dětí.
Barker zemřel 20. března 1873 a byl pohřben na Barbadoes Street Cemetery.

## Galerie

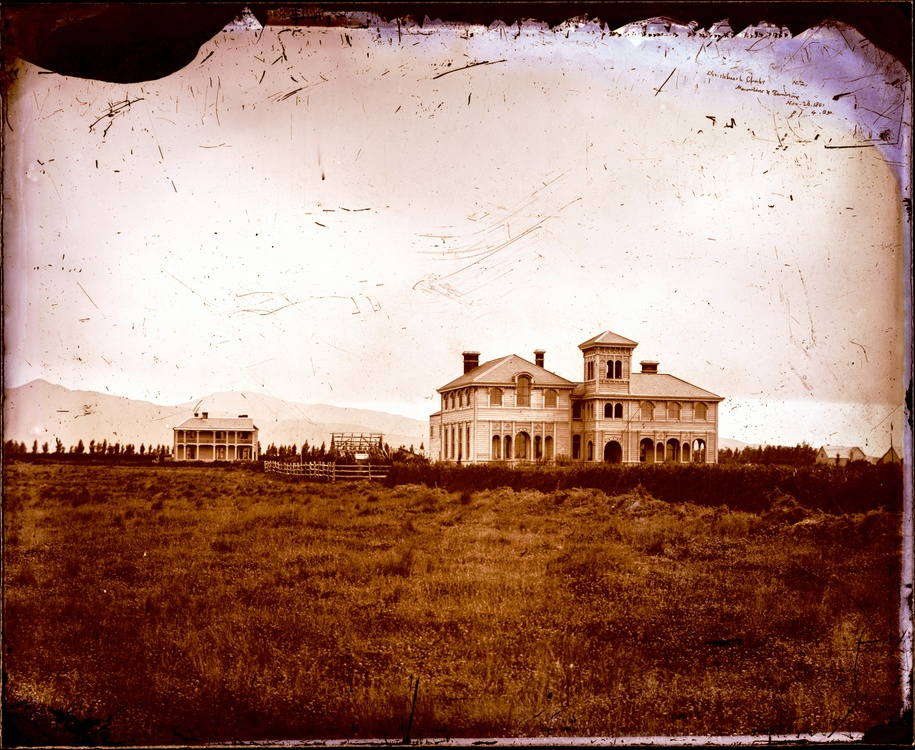
Christchurch Club, 1861
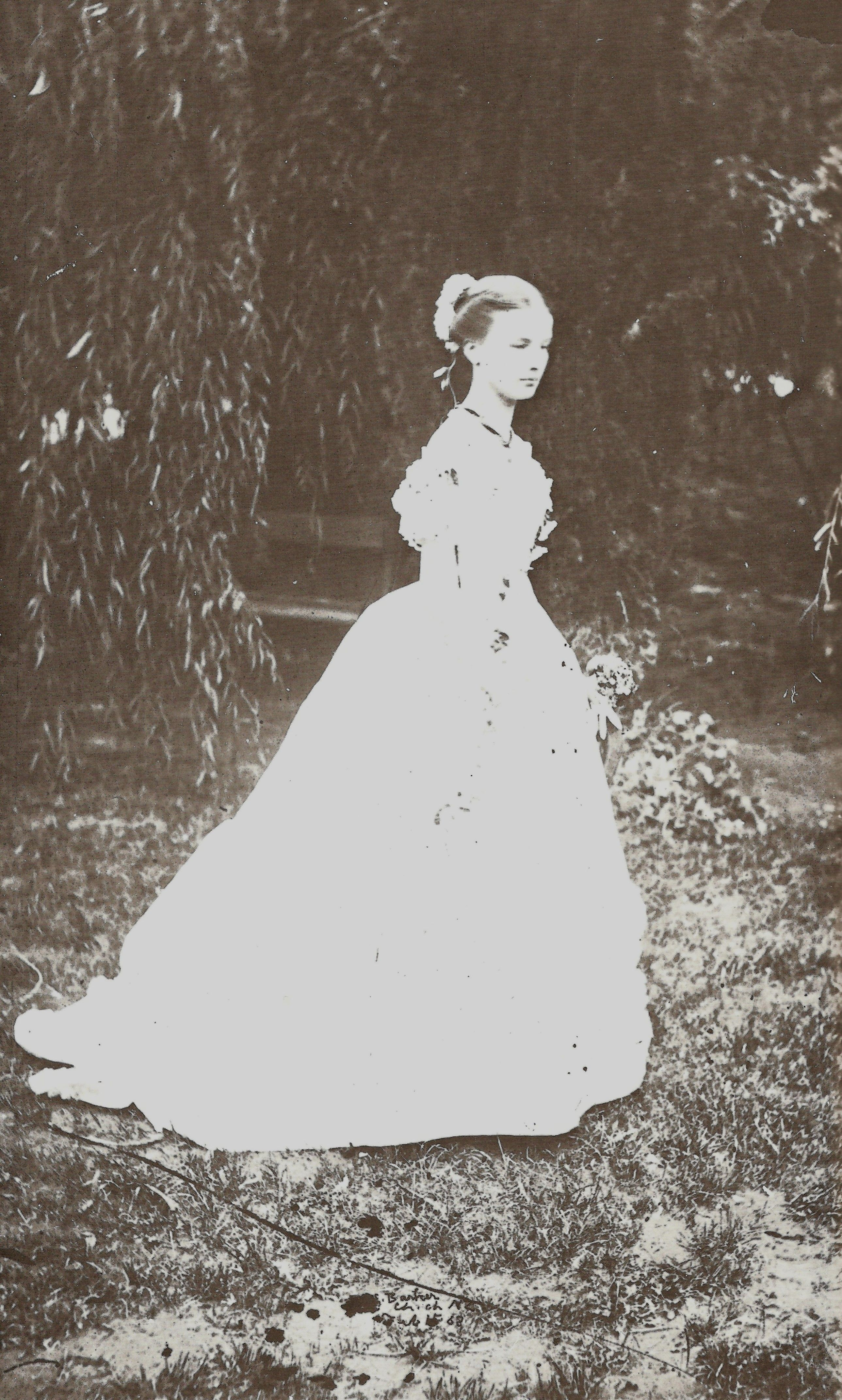
Elizabeth Barker, 1868
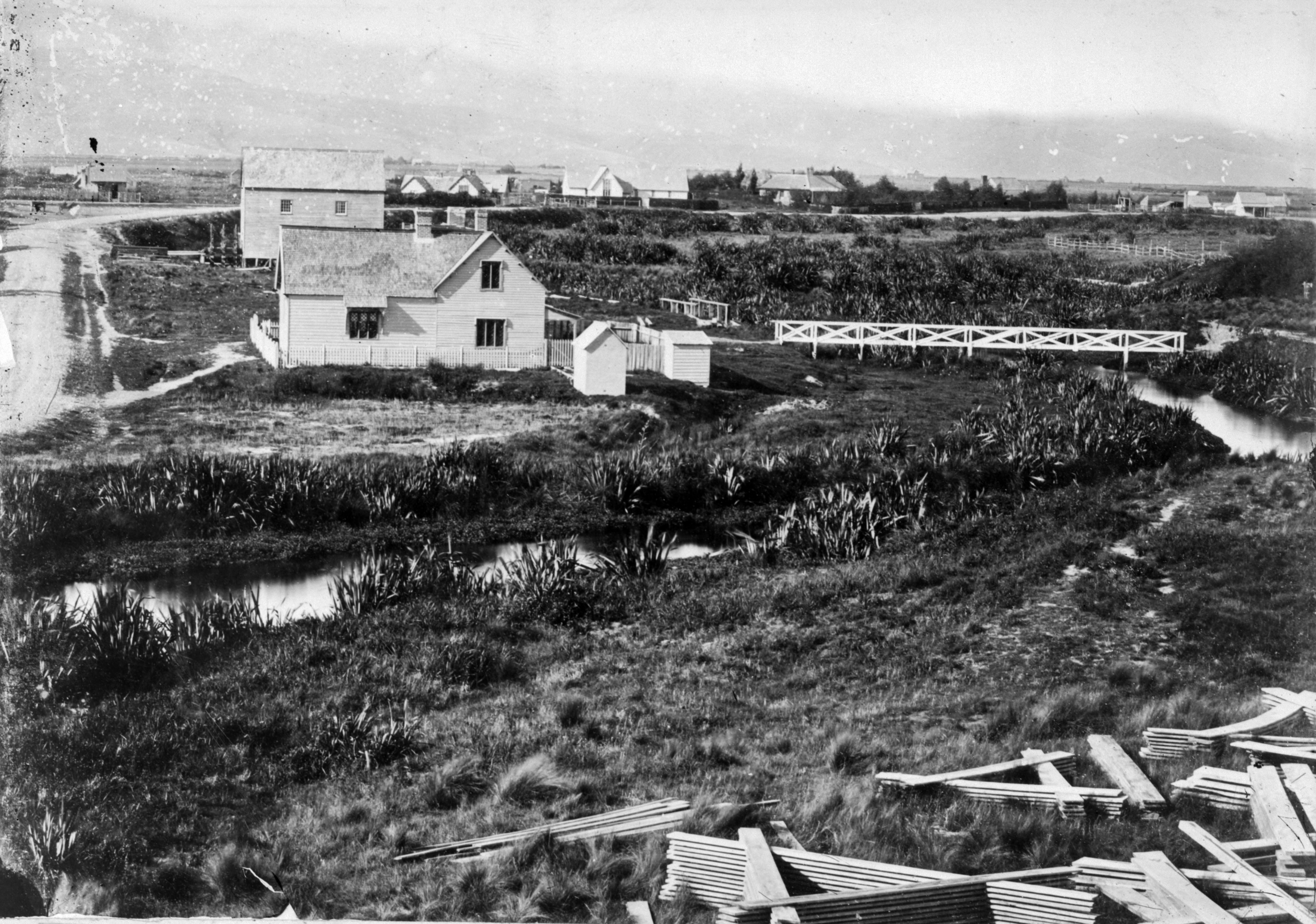
Christchurch Land Office
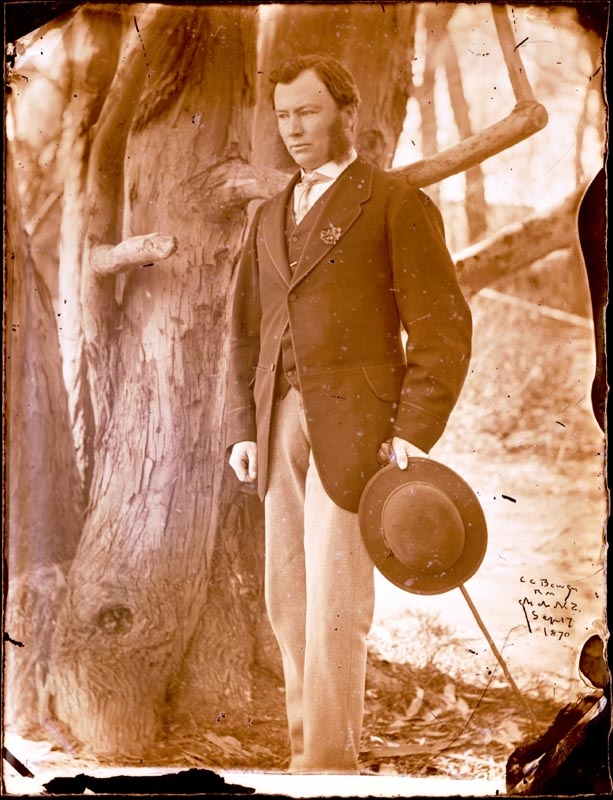
Charles Christopher Bowen, 1870